# هارولد ایوانز
سر هارولد ماتیو «هری» ایوانز (۲۸ ژوئن ۱۹۲۸ – ۲۳ سپتامبر ۲۰۲۰) روزنامه‌نگار و نویسنده بریتانیایی-آمریکایی بود. او در دوران کاری خود در زادگاهش بریتانیا، از سال ۱۹۶۷ تا ۱۹۸۱ سردبیر ساندی تایمز و از سال ۱۹۸۱ به مدت یک سال عنوان خواهران تایمز را تا قبل از آن که روپرت مرداک او را مجبور به کناره‌گیری از سمت خود کند برعهده داشت. زمانی که در ساندی تایمز کار می‌کرد، او رهبری کمپین روزنامه را برای دریافت غرامت برای مادرانی که داروی تهوع حاملگی تالیدومید را مصرف کرده بودند و منجر به تغییر شکل شدید اعضای بدن فرزندانشان شده بود عهده‌دار شد.
در سال ۱۹۸۴، او و همسرش تینا براون به ایالات متحده نقل مکان کردند و در آنجا با حفظ تابعیت دوگانه شهروند آمریکایی شدند. او در حرفه خود روزنامه‌نگاری با یواس نیوز اند ورلد ریپورت، آتلانتیک (مجله) و نیویورک دیلی نیوز مشغول به کار شد. در سال ۱۹۸۶ او کندی ناست تراولر را تأسیس کرد. ایوانز کتاب‌هایی در زمینه تاریخ و روزنامه‌نگاری نوشت، مانند قرن آمریکایی (۱۹۹۸). در سال ۲۰۰۰، بعد از ان ایوانز از سمتهای روزنامه‌نگاری کناره‌گیری کرد تا زمان بیشتری را برای نوشتن خود صرف کند. از سال ۲۰۰۱ به عنوان سردبیر مجله ویک (مجله) و از سال ۲۰۰۵ یکی از همکاران گاردین و رادیو بی‌بی‌سی ۴ بود. ایوانز در سال ۲۰۰۴ عنوان لیسانس شوالیه برای خدماتش به روزنامه‌نگاری را دریافت نمود. در ۱۳ ژوئن ۲۰۱۱، ایوانز به عنوان سردبیر خبرگزاری رویترز منصوب شد. او از سال ۲۰۱۳ تا ۲۰۱۹ به عنوان رئیس هیئت داوران جایزه مطبوعات اروپا خدمت کرد.

## فعالیت حرفه‌ای

### اوایل حرفه
ایوانز در ۱۶ سالگی کار خود را به عنوان خبرنگار برای یک روزنامه هفتگی در اشتون-آندر-لاین، لنکاوی آغاز کرد. هنگام خدمت در نیروی هوایی پادشاهی بریتانیا (۱۹۴۹–۱۹۴۶) برای کسب درجه افسری یک آزمون هوش را گذراند. اما طی مدت خدمت به عنوان منشی به کار گرفته شد. ایوانز در تلاش برای ورود به دانشگاه به چهارده دانشگاه در بریتانیای کبیر درخواست نوشت تا در دانشگاه دورام پذیرفته شد. او در زمان دانشجویی، سردبیر روزنامه مستقل دانشگاه به نام پالاتینیت بود. ایوانز پس از تحصیل در رشته اقتصاد و سیاست، در سال ۱۹۵۲ فارغ‌التحصیل شد.

## زندگی شخصی و مرگ
در سال ۱۹۵۳، ایوانز با انید پارکر، فارغ‌التحصیل دورهمی، ازدواج کرد که از او صاحب یک پسر و دو دختر شد. این ازدواج در سال ۱۹۷۸ به سردی گرایید اما این زوج روابطشان را حفظ کردند. انید ایوانز در سال ۲۰۱۳ درگذشت در سال ۱۹۷۳، ایوانز با تینا براون، روزنامه‌نگاری که ۲۵ سال از او کوچکتر بود آشنا شد. در سال ۱۹۷۴، به ایوانز در ساندی تایمز در بریتانیا و در ایالات متحده توسط مجله کلر مأموریت‌های آزاد داده شد. سپس به رقیب ساندی تلگراف پیوست. در ۲۰ اوت ۱۹۸۱، ایوانز و براون در گاردن‌گری، در ایست همپتون، نیویورک، در خانه بنجامین سی. بردلی، سردبیر اجرایی واشینگتن پست، و سالی کوین ازدواج کردند. ایوانز و براون صاحب یک پسر و دختر شدند.
ایوانز در ۲۳ سپتامبر ۲۰۲۰ در سن ۹۲سالگی در شهر نیویورک درگذشت علت مرگ نارسایی احتقانی قلب اعلام شد.

## افتخارات
- ۱۹۸۰: دریافت مدال هود از انجمن عکاسی سلطنتی برای عکاسی در خدمات عمومی[۱۲]
- ۲۰۰۰: به عنوان یکی از ۵۰ قهرمان جهانی آزادی مطبوعات در پنجاه سال گذشته مؤسسه بین‌المللی مطبوعات انتخاب شد.[۱۳]
- ۲۰۰۴: توسط ملکه الیزابت دوم به دلیل خدمات روزنامه‌نگاری عنوان لیسانس شوالیه را دریافت نمود.
- ۲۰۱۵: دریافت کننده کمک برجسته بنیاد کراسنا-کراس به جایزه انتشار.[۱۴]